# Шайдикове Гуменце
Шайдикове Гуменце (на словашки: Šajdíkove Humence) е село в окръг Сеница, Търнавски край, западна Словакия. Населението му е 1078 души.
Разположено е на 195 m надморска височина, на 10 km западно от град Сеница. Площта му е 15,52 km². Кмет на селото е Павол Бурда.